# Ходање на 3000 метара
Атлетска дисциплина брзог ходања на 3.000 метара се први пут одржала на једним Олимпијским играма на Олимпијским међуиграма 1906. године. Тада је победио Суботичанин Ђуро Стантић, као репрезентативац Мађарске, у времену 15:13.2. Трка на 3.000 метара у брзом ходању била је део атлетског програма за жене на Светском првенству у атлетици у дворани до 1993. године. Данас се трке брзог ходања на 3.000 метара одржавају углавном у дворани и углавном у млађим узрасним категоријама.

## Рекорди у брзом ходању на 3.000 метара

### Светски рекорд за жене
Светска атлетика је ратификовала светске рекорде за жене у дворани. Дана 15. фебруара 2003. године, Џилијен О'Саливен из Ирске поставила је светски рекорд у трци на 3.000 м у дворани у Белфасту у времену од 11:35.34 (једанаест минута, тридесет пет секунди, тридесет четири стотинки). Овај резултат бољи је од најбољег времена икада оствареног на отвореном, којег је у Букурешту 6. фебруара 1999. остварила Румунка Норика Ћимпеан у времену 11:41.85.

### Светски рекорд за мушкарце
Најбољи резултат у трци на 3.000 м за мушкарце свих времена такође је постављен у затвореном простору, рекордер је Том Босворт из Велике Британије, у времену 10:30.28 (десет минута, тридесет секунди, двадесет осам стотинки), којег је поставио 28. фебруара 2018. у Глазгову. Овај резултат бољи је од најбољег времена икада оствареног на отвореном, којег такође држи Босворт у времену 10:43.84, оствареном у Лондону 21. јула 2018.

### Рекорд Србије за мушкарце
Најбољи резултат Србије свих времена за мушкарце држи Александар Раковић у времену 11:39.5h (где h означава ручно мерење, пошто штоперице мере до десетинке секунде, за разлику од електронског мерења времена које мери до стотинке секунде). Овај рекорд је постигнут у дворани у Хлоховецу 29. новембра 1996.

### Рекорд Србије за жене
Рекорд Србије у ходању на 3.000 метара за жене држи Мина Станковић у времену 12:55.80 постигнутим у атлетској дворани у Београду 22. фебруара 2025.